# Crocidura
Crocidura és un dels nou gèneres de la subfamília de musaranyes dels crocidurins i comprèn el major nombre d'espècies de tots els gèneres de mamífers.
Als Països Catalans es troben dues espècies d'aquest gènere, molt semblants entre elles: Crocidura suaveolens viu a l'extrem nord-est de Girona (a la serra de l'Albera) i a Menorca i Crocidura russula, la musaranya comuna que es distribueix per tota la península Ibèrica (però no a Menorca)
.

## Taxonomia
- C. absconditus
- C. afeworkbekelei
- C. aleksandrisi
- Musaranya de Tanzània (C. allex)
- Musaranya d'Andaman (C. andamanensis)
- C. annamitensis
- Musaranya de Zàmbia septentrional (C. ansellorum)
- Musaranya d'Aràbia (C. arabica)
- C. arispa
- Musaranya d'Armènia (C. armenica)
- Musaranya grisa (C. attenuata)
- C. attila
- C. australis
- Musaranya de Bailey (C. baileyi)
- C. baletei
- C. balsamifera †
- Musaranya de Borneo (C. baluensis)
- C. batesi
- Musaranya de Mindanao (C. beatus)
- C. beccarii
- C. bloyeti
- Musaranya de Bottego (C. bottegi)
- C. bottegoides
- C. brevicauda
- C. brunnea
- Musaranya de Buettikofer (C. buettikoferi)
- Musaranya del Zaire septentrional (C. caliginea) (Hollister, 1916)
- Musaranya de les Canàries (C. canariensis) (Hutterer, Lopez-Jurado i Vogel, 1987)
- C. caspica (Thomas, 1907)
- C. caudicrassa
- Musaranya de Gàmbia (C. cinderella) (Thomas, 1911)
- Musaranya del Congo (C. congobelgica) (Hollister, 1916)
- C. crenata (Brosset, Dubost i Heim de Balsac, 1965)
- C. cranbrooki
- Musaranya de Crosse (C. crossei) (Thomas, 1895)
- Musaranya grisa vermellosa (C. cyanea) (Duvernoy, 1838)
- Musaranya de Dent (C. denti) (Dollman, 1915)
- C. desperata (Hutterer, Jenkins i Verheyen, 1991)
- C. dhofarensis (Hutterer i Harrison, 1988)
- Musaranya de Guinea (C. dolichura) (Peters, 1876)
- Musaranya de Doucet (C. douceti)
- Musaranya del Japó (C. dsinezumi) (Temminck, 1843)
- C. eburnea
- Musaranya d'Eisentraut (C. eisentrauti) (Heim de Balsac, 1957)
- Musaranya del mont Elgon (C. elgonius) (Osgood, 1910)
- Musaranya grossa de Sulawesi (C. elongata) (Miller i Hollister, 1921)
- Musaranya d'Angola (C. erica) (Dollman, 1915)
- C. fingui
- Musaranya de Fischer (C. fischeri) (Pagenstecher, 1885)
- Musaranya groguenca (C. flavescens) (I. Geoffroy, 1827)
- Musaranya d'Egipte (C. floweri) (Dollman, 1915)
- C. foetida (Peters, 1870)
- Musaranya de Fox (C. foxi) (Dollman, 1915)
- Musaranya fuliginosa (C. fuliginosa) (Blyth, 1856)
- Musaranya lleonada (C. fulvastra) (Sundevall, 1843)
- Musaranya rogenca (C. fumosa) (Thomas, 1904)
- Musaranya murina (C. fuscomurina) (Heuglin, 1865)
- Musaranya de Glass (C. glassi) (Heim de Balsac, 1966)
- C. gmelini (Pallas, 1811)
- Musaranya de bosc africana (C. goliath) (Thomas, 1906)
- C. gracilipes (Peters, 1870)
- Musaranya de cap gros (C. grandiceps) (Hutterer, 1983)
- Musaranya grossa de Mindanao (C. grandis) (Miller, 1911)
- Musaranya de Grassé (C. grassei) (Brosset, Dubost i Heim de Balsac, 1965)
- Musaranya de Gray (C. grayi) (Dobson, 1890)
- Musaranya de Greenwood (C. greenwoodi) (Heim de Balsac, 1966)
- C. guy
- C. harenna (Hutterer i Yalden, 1990)
- C. hikmiya (Meegaskumbura, Pethiyagoda, Manamendra-Arachchi i Schneider, 2007)
- Musaranya de Peters (C. hildegardeae) (Thomas, 1904)
- C. hilliana (Jenkins i Smith, 1995)
- Musaranya del Zambeze (C. hirta) (Peters, 1852)
- Musaranya híspida d'Andaman (C. hispida) (Thomas, 1913)
- Musaranya de Horsfield (C. horsfieldii) (Tomes, 1856)
- C. hutanis (Ruedi, 1995)
- C. ichnusae
- C. indochinensis (Robinson and Kloss, 1922)
- Musaranya de Jackson (C. jacksoni) (Thomas, 1904)
- C. jenkinsi (Chakraborty, 1978)
- C. jouvenetae (Heim de Balsac, 1958)
- C. katinka (Bate, 1937)
- C. kegoensis (Lunde, Musser i Ziegler, 2005)
- Musaranya de Kivu (C. kivuana) (Heim de Balsac, 1968)
- C. kornfeldi †
- Musaranya de Lamotte (C. lamottei) (Heim de Balsac, 1968)
- Musaranya llanosa (C. lanosa) (Heim de Balsac, 1968)
- Musaranya de l'Ussuri (C. lasiura) (Dobson, 1890)
- Musaranya de Latona (C. latona) (Hollister, 1916)
- Musaranya de Temboan (C. lea) (Miller i Hollister, 1921)
- C. lepidura (Lyon, 1908)
- Musaranya bicolor (C. leucodon) (Hermann, 1780)
- Musaranya de Pinedapa (C. levicula) (Miller i Hollister, 1921)
- Musaranya costanera (C. littoralis) (Heller, 1910)
- Musaranya de peus llargs (C. longipes) (Hutterer i Happold, 1983)
- Musaranya de Dippenaar (C. lucina) (Dippenaar, 1980)
- C. ludia (Hollister, 1916)
- Musaranya grossa de Zimbàbue (C. luna) (Dollman, 1910)
- Musaranya del Sàhara (C. lusitania) (Dollman, 1915)
- C. lwiroensis
- Musaranya de MacArthur (C. macarthuri) (St. Leger, 1934)
- C. macmillani (Dollman, 1915)
- Musaranya del mont Nyiru (C. macowi)
- C. makeda
- C. malayana (Robinson i Kloss, 1911)
- Musaranya de Manenguba (C. manengubae) (Hutterer, 1982)
- Musaranya del Transvaal (C. maquassiensis) (Roberts, 1946)
- Musaranya d'aiguamoll (C. mariquensis) (A. Smith, 1844)
- Musaranya maurisca (C. maurisca)
- C. maxi
- C. mdumai
- C. mediocris
- C. microelongata
- Musaranya de Mindoro (C. mindorus) (Miller, 1910)
- Musaranya cuallarga de Sri Lanka (C. miya) (Phillips, 1929)
- Musaranya monax (C. monax) (Thomas, 1910)
- Musaranya de la Sonda (C. monticola) (Peters, 1870)
- Musaranya de Meester (C. montis) (Thomas, 1906)
- C. munissii
- C. muricauda (Miller, 1900)
- C. musseri (Ruedi, 1995)
- Musaranya d'Uganda (C. mutesae) (Heller, 1910)
- Musaranya nana de Somàlia (C. nana) (Dobson, 1890)
- Musaranya nanilla (C. nanilla) (Thomas, 1909)
- C. narcondamica
- C. negligens
- Musaranya de l'illa Negros (C. negrina)
- C. newmarki
- Musaranya de les illes Nicobar (C. nicobarica) (Miller, 1902)
- Musaranya de Nigèria (C. nigeriae)
- Musaranya fosca d'Angola (C. nigricans) (Bocage, 1889)
- Musaranya de peus negres (C. nigripes) (Miller i Hollister, 1921)
- Musaranya fosca del Zaire (C. nigrofusca) (Matschie, 1895)
- Musaranya del mont Nimba (C. nimbae) (Heim de Balsac, 1956)
- C. ninoyi
- Musaranya del Ruwenzori (C. niobe) (Thomas, 1906)
- C. normalis
- C. obscurior
- C. obtusa †
- Musaranya del Senegal (C. olivieri)
- C. ordinaria
- Musaranya de Java (C. orientalis)
- Musaranya de les illes Rin-Kin (C. orii) (Kuroda, 1924)
- C. pachyura (Kuster, 1835)
- C. palawanensis (Taylor, 1934)
- C. pallida
- Musaranya de Sumatra (C. paradoxura)
- C. parva
- C. parvipes (Osgood, 1910)
- Musaranya del Sudan (C. pasha) (Dollman, 1915)
- C. pergrisea (Miller, 1913)
- Musaranya d'Etiòpia (C. phaeura) (Osgood, 1936)
- C. phanluongi
- C. phuquocensis
- Musaranya d'Assumbo (C. picea) (Sanderson, 1940)
- Musaranya de Pitman (C. pitmani) (Barclay, 1932)
- Musaranya de cap pla (C. planiceps) (Heller, 1910)
- Musaranya de Fernando Po (C. poensis) (Fraser, 1843)
- C. polia (Hollister, 1916)
- C. pseudorhoditis
- C. pullata (Miller, 1911)
- C. quasielongata
- Musaranya de Rainey (C. raineyi) (Heller, 1912)
- C. ramona (Ivanítskaia, Schönbrodt i Nevo, 1996)
- C. rapax (Allen, 1923)
- Musaranya pigmea d'Egipte (C. religiosa) (I. Geoffroy, 1827)
- Musaranya de Sulawesi (C. rhoditis) (Miller i Hollister, 1921)
- Musaranya de Roosevelt (C. roosevelti) (Heller, 1910)
- Musaranya comuna (C. russula) (Hermann, 1780)
- C. sapaensis
- Musaranya fosca d'Uganda (C. selina) (Dollman, 1915)
- Musaranya del Pamir (C. serezkyensis) (Laptev, 1929)
- C. shantungensis (Miller, 1901)
- Musaranya siberiana (C. sibirica) (Dukelsky, 1930)
- Musaranya de Sicília (C. sicula) (Miller, 1900)
- Musaranya petita de Zimbàbue (C. silacea) (Thomas, 1895)
- C. similiturba
- Musaranya de Smith (C. smithii)
- C. sokolovi
- C. solita
- Musaranya de Somàlia (C. somalica) (Thomas, 1895)
- C. stenocephala (Heim de Balsac, 1979)
- Musaranya de jardí (C. suaveolens) (Pallas, 1811)
- Musaranya de l'Iran (C. susiana) (Redding i Lay, 1978)
- C. tanakae (Kuroda, 1938)
- Musaranya de Hutterer (C. tansaniana) (Hutterer, 1986)
- C. tarella (Dollman, 1915)
- Musaranya de Tarfaia (C. tarfayensis) (Vesmanis i Vesmanis, 1980)
- Musaranya dels Uluguru (C. telfordi) (Hutterer, 1986)
- C. tenebrosa
- Musaranya de Timor (C. tenuis)
- Musaranya de muntanya etiòpica (C. thalia) (Dippenaar, 1980)
- Musaranya de Theresa (C. theresae) (Heim de Balsac, 1968)
- Musaranya de l'illa São Tomé (C. thomensis) (Bocage, 1887)
- Musaranya turba (C. turba) (Dollman, 1910)
- C. ultima
- C. umbra
- Musaranya dels Usambara (C. usambarae) (Dippenaar, 1980)
- Musaranya del Sàhara occidental (C. viaria) (I. Geoffroy, 1834)
- C. virgata (Sanderson, 1940)
- C. voi (Osgood, 1910)
- C. vorax (Allen, 1923)
- C. vosmaeri
- C. watasei (Kuroda, 1924)
- Musaranya de Whitaker (C. whitakeri) (De Winton, 1898)
- Musaranya de Wimmer (C. wimmeri) (Heim de Balsac i Aellen, 1958)
- C. wongi †
- C. wuchihensis
- Musaranya africana oriental (C. xantippe) (Osgood, 1910)
- Musaranya de Yankari (C. yankariensis) (Hutterer i Jenkins, 1980)
- C. zaitsevi
- Musaranya de Kenya (C. zaphiri) (Dollman, 1915)
- Musaranya de Zarudni (C. zarudnyi) (Ogniov, 1928)
- Musaranya de Zimmer (C. zimmeri) (Osgood, 1936)
- Musaranya de Creta (C. zimmermanni) (Wettstein, 1953)[5][6][7][8][9]